# 122
Secole: Secolul I - Secolul al II-lea - Secolul al III-lea
Decenii: Anii 70 Anii 80 Anii 90 Anii 100 Anii 110 - Anii 120 - Anii 130 Anii 140 Anii 150 Anii 160 Anii 170
Ani: 117 | 118 | 119 | 120 | 121 | 122 | 123 | 124 | 125 | 126 | 127